# Ulises Wensell
Ulises Wensell, né le 20 octobre 1945 à Madrid et mort le 29 novembre 2011 à Madrid, est un illustrateur espagnol qui travaille pour la presse et l'édition française, notamment pour le groupe Bayard presse. Il a reçu diverses récompenses, dont le Prix national d'illustration (es) (Premio nacional de ilustración) dans son pays.

## Présentation
En 1988, l'ouvrage jeunesse Un petit monsieur très sérieux  qu'il a illustré, sur un texte d'Alain Thomas, obtient la "Mention" Prix critique en herbe, de  la Foire du livre de jeunesse de Bologne (Italie).
Il est l'illustrateur de la série Ti-Michou et Gros-Cachou d'Anne-Marie Chapouton et Marie-Hélène Delval pour Pomme d'Api et de nombreux récits des Belles Histoires : Les Souliers de Chloé de Chantal de Marolles, Le petit monsieur tout seul de Barbro Lindgren, Poulou et Sébastien de René Escudié, Un petit frère pour toujours de Marie-Hélène Delval, Mélanie Pilou d'Anne-Marie Chapouton, Emile bille de clown, Les trois sœurs de Martin de Frédérique Ganzl...
Il a publié également chez Gautier-Languereau : Qui a du temps pour Petit-ours ?, Qui veut ma petite sœur ?, Reste mon ami Petit-Ours !, Nous t'aimons fort, Petit Ours d'Ursel Scheffler ; N'aie pas peur petit Léo ! de Paloma Wensell ; Bob est fier d'être un grand frère.

## Prix et distinctions
- 1978 : Prix national d'illustration (es) pour Don Blanquisucio
- 1978 : (international) « Honour List »[4], de l' IBBY, catégorie Illustration, pour Soy una estation
- 1979 : Prix Lazarillo (es), catégorie Illustration, pour Cuando sea mayor seré marino (Plus tard, je serai marin)
- 1988 : "Mention" Prix critique en herbe, de  la Foire du livre de jeunesse de Bologne[2]  (Italie) pour Un petit monsieur très sérieux  qu'il a illustré, sur un texte d'Alain Thomas
- 2008 : Sélection Prix Hans Christian Andersen[5] catégorie Illustration